# 布倫科格爾山
47°5′52″N 12°49′15″E / 47.09778°N 12.82083°E

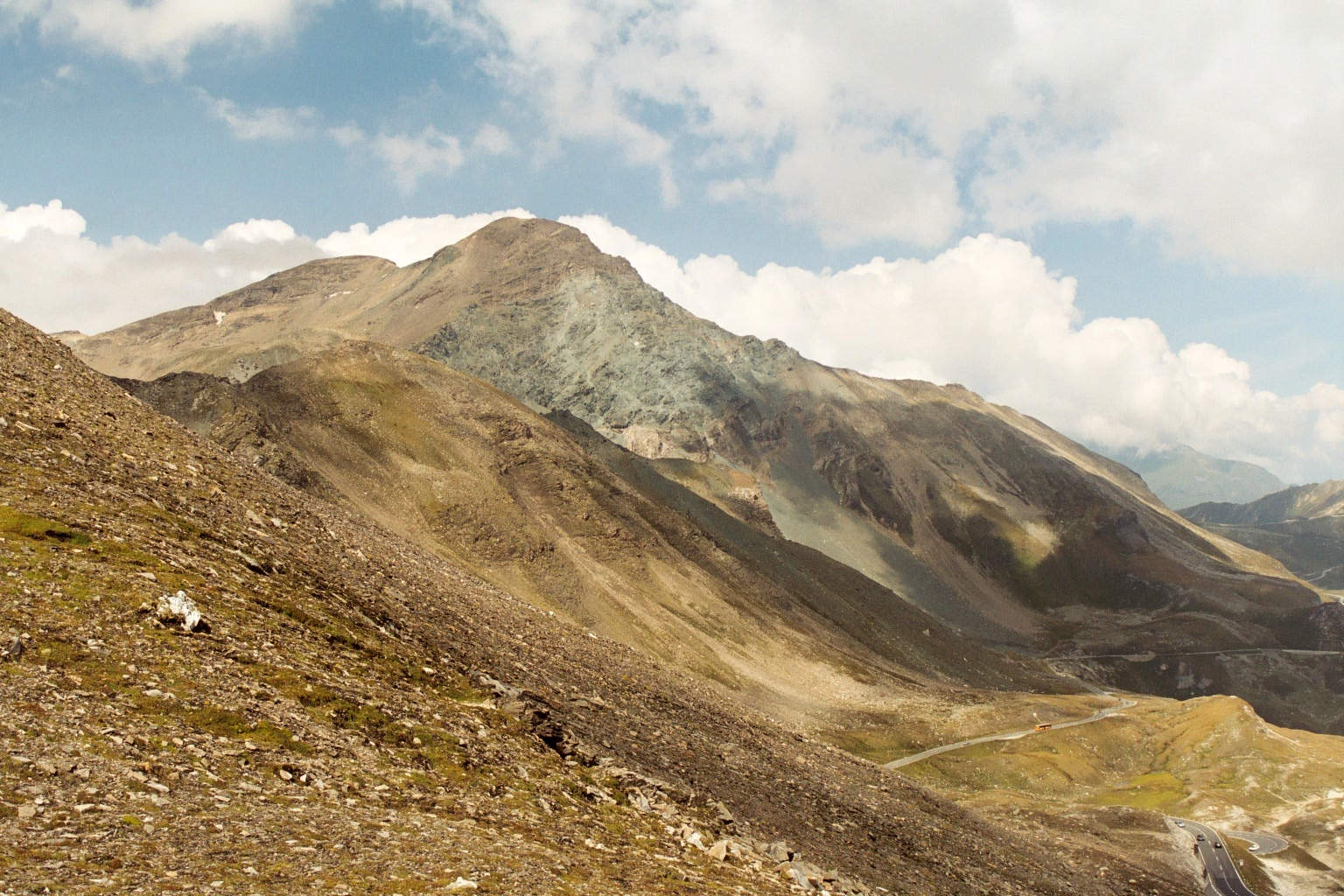

布倫科格爾山（德語：Brennkogel），是奧地利的山峰，位於該國中部，處於克恩頓州和薩爾茨堡州接壤的邊界，屬於格洛克納山脈的一部分，距離施皮爾曼山1.9公里，海拔高度3,018米。